# Függőcinege-félék

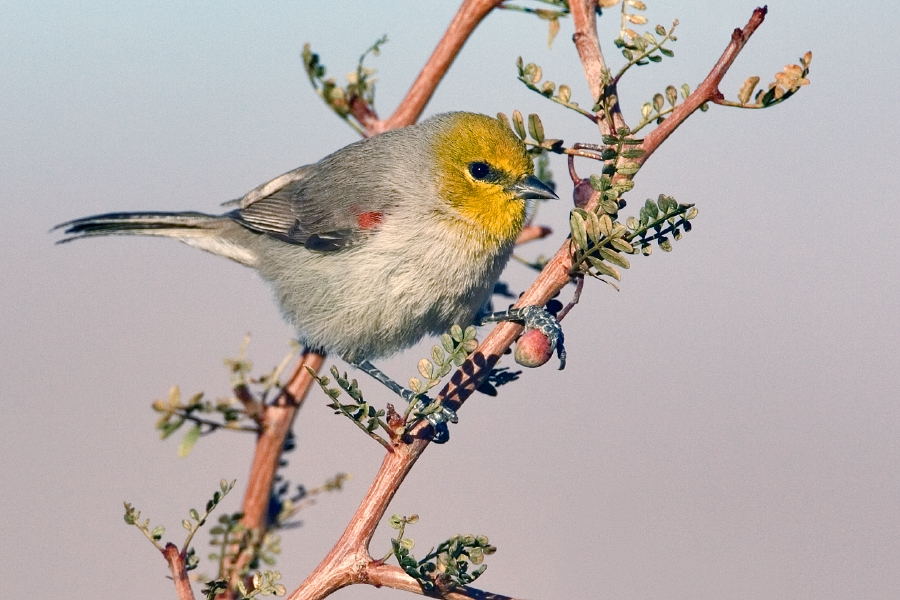
Aranycinege (Auriparus flaviceps)

A függőcinege-félék (Remizidae) a madarak osztályának verébalakúak (Passeriformes) rendjébe tartozó család.

## Rendszerezés
A családba az alábbi 3 nem és 11 faj tartozik:
- Auriparus – 1 faj – egyes rendszerezések a szúnyogkapófélék (Polioptilidae) családjába sorolják
  - aranycinege (Auriparus flaviceps)

- Remiz (Jarocki, 1819) – 4 faj
  - függőcinege (Remiz pendulinus)
  - fehérfejű függőcinege (Remiz coronatus)
  - kínai függőcinege (Remiz consobrinus)
  - feketefejű függőcinege (Remiz macronyx)

- Anthoscopus (Cabanis, 1850) – 6 faj
  - szudáni függőcinege (Anthoscopus punctifrons)
  - sárga függőcinege (Anthoscopus parvulus)
  - egérszürke függőcinege (Anthoscopus musculus)
  - erdei függőcinege (Anthoscopus flavifrons)
  - afrikai függőcinege (Anthoscopus caroli), ennek alfaját, a barnahasú függőcinegét (Anthoscopus caroli sylviella) külön fajként is kezelik (Anthoscopus sylviella)
  - fokföldi függőcinege (Anthoscopus minutus)